# François-Philippe Champagne

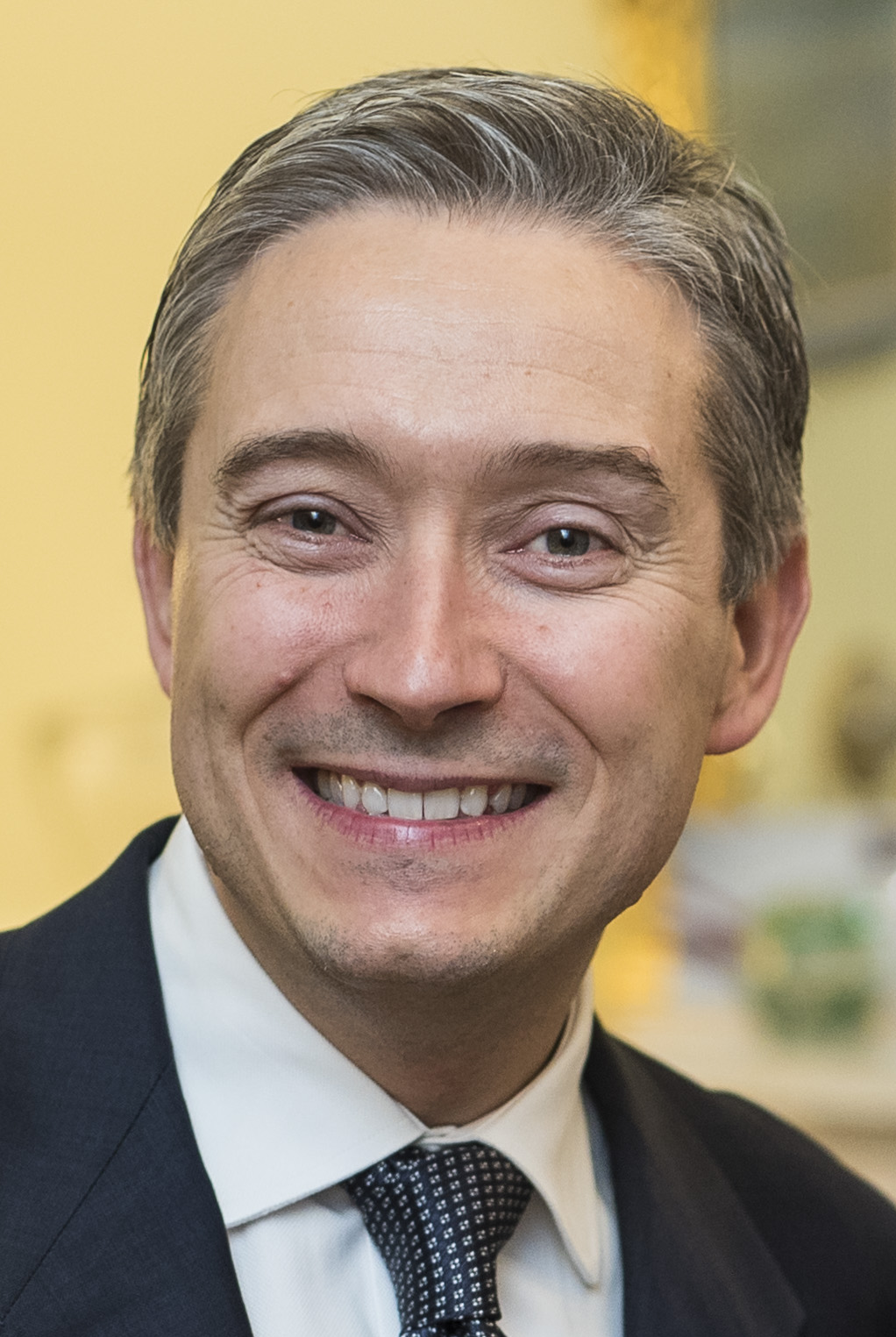
François-Philippe Champagne (2017)

François-Philippe Champagne PC (geboren am 25. Juni 1970 in Greenfield Park, Québec) ist ein kanadischer Jurist, Manager und Politiker der Liberalen Partei. Seit dem 14. März 2025 ist er kanadischer Finanzminister. Im kanadischen Unterhaus repräsentiert Champagne seit 2015 den Wahlbezirk Saint-Maurice–Champlain in Québec.

## Leben
Champagne studierte Rechtswissenschaften an der Université de Montréal, wo er einen Bachelor of Laws erwarb, und der Case Western Reserve University, die er mit einem Master of Laws in amerikanischem Recht abschloss. Er absolvierte außerdem einen Kurs in Völkerrecht und Internationalem Privatrecht an der Haager Akademie für Völkerrecht. Nach Abschluss seiner juristischen Ausbildung war Champagne für verschiedene Energie- und Ingenieursunternehmen in Europa tätig. Zunächst war er Unternehmensjurist bei Elsag Bailey Process Automation. 1999 wurde er Vizepräsident und Chefjurist der ABB und ab 2008 hatte er verschiedene leitende Posten in dem Energieunternehmen Amec Foster Wheeler inne. 2009 wurde er zum Young Global Leader des Weltwirtschaftsforums berufen. Er war außerdem Präsident der Kanadisch-Schweizerischen Handelskammer und des Banff-Forums.
Champagne spricht Französisch, Englisch und Italienisch.

## Politische Laufbahn
Champagne ist Mitglied der Liberalen Partei. Er trat bei der Unterhauswahl 2015 im Wahlbezirk Saint-Maurice–Champlain an, den er mit 41,5 Prozent der Stimmen gewann und somit in das kanadische Unterhaus einzog. Seinen Sitz konnte er bei der Unterhauswahl 2019 mit 39,6 Prozent der Stimmen verteidigen.
Nach seiner Wahl in das Unterhaus wurde Champagne am 2. Dezember 2015 als parlamentarischer Staatssekretär zum Finanzminister Bill Morneau abgeordnet. Am dem 10. Januar 2017 wurde er, im 29. Kanadischen Kabinett unter Premierminister Justin Trudeau, Minister für verschiedene Geschäftsbereiche (Minister of International Trade, 2017–2018; Minister of Infrastructure and Communities, 2018–2019; Außenminister, 2019–2021), bevor er am 12. Januar 2021 Minister für Innovation, Wissenschaft und Industrie wurde. Nach dem Regierungswechsel wurde er am 14. März 2025, im 30. Kanadischen Kabinett unter Premierminister Mark Carney, Finanzminister und ist damit zuständig für das Department of Finance.